# میگلینا کوبیان
میگلینا کوبیان (اسپانیایی: Miguelina Cobián‎; ۱۹ دسامبر ۱۹۴۱ – ۱ دسامبر ۲۰۱۹) دونده زن اهل کوبا بود.
وی در مسابقات کشوری و بین‌المللی در مجموع برندهٔ ۹ مدال طلا، ۱۱ مدال نقره، ۳ مدال برنز شده‌است.